# Rapanea australis
Myrsine australis là một loài thực vật có hoa trong họ Anh thảo. Loài này được (A. Rich.) W.R.B. Oliv. miêu tả khoa học đầu tiên năm 1951.